# イザベラ・スチュワート・ガードナー
イザベラ・スチュワート・ガードナー（Isabella Stewart Gardner）（1840年4月14日-1924年7月17日）は、アメリカを代表する美術品収集家、慈善家、芸術のパトロン。ボストンにあるイザベラ・スチュワート・ガードナー美術館の設立者でもある。
ガードナーは、旺盛な知的好奇心をもち、旅を愛した。ジョン・シンガー・サージェント、ジェームズ・マクニール・ホイッスラー、デニス・ミラー・バンカー、アンデシュ・ソーン、ヘンリー・ジェームズ、ドッジ・マックナイト、岡倉覚三、フランシス・マリオン・クロフォードなど、当時の著名な芸術家や作家とも親交があった。
ガードナーは、その粋な趣味と型破りな行動で、当時のゴシップ誌に多くのネタを提供していた。ボストンの社会面では、「ベル」「ドナ・イザベラ」「ボストンのイザベラ」「ジャック夫人」など、さまざまな呼び名で呼ばれていた。1912年のコンサート（当時は非常にフォーマルであったボストン交響楽団）では、「Oh, you Red Sox」と書かれた白いヘッドバンドをして登場した彼女の驚くべき姿に当時の人々は「パニックを起こしそうになった」と報道され、今でもボストンでは彼女の奇行としてよく語られるエピソードの一つとなった。

## 生い立ち

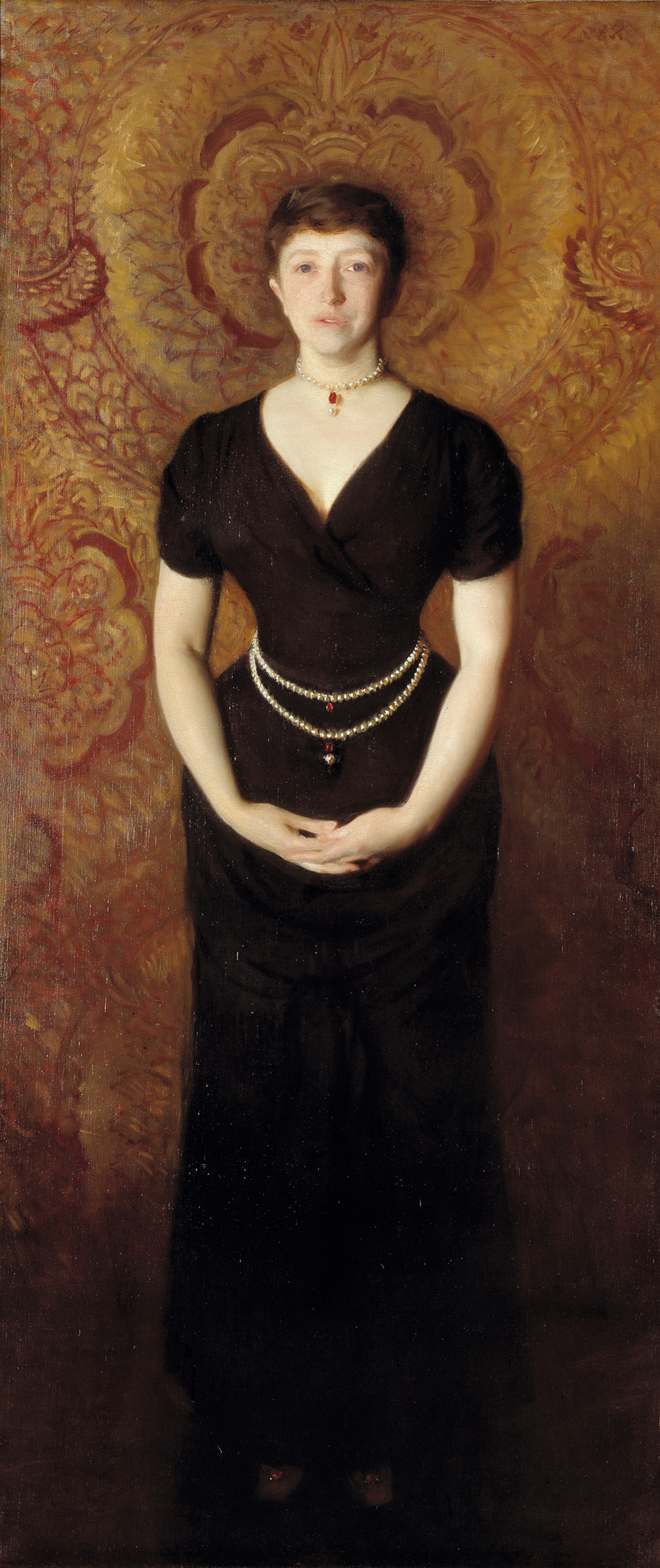
イザベラ・スチュワート・ガードナー、1888年ジョン・シンガー・サージェントによる絵画

イザベラ・スチュワートは、1840年4月14日、裕福な麻布商のデイヴィッド・スチュワートとアデリア・スチュワート（旧姓スミス）の娘としてニューヨークで生まれ、マンハッタンで育った。5歳から15歳まで、近くの女学院に通い、美術、音楽、舞踊、フランス語、イタリア語を学んだ。グレース教会に通い、宗教芸術、音楽、儀式に触れる。16歳のとき、彼女は家族とともにパリに移り住み、アメリカ人女子のための学校に入学した。クラスメートにはボストンの裕福なガードナー家の人々がいた。1857年、彼女はイタリアに渡り、ミラノでジャコモ・ポルディ・ペッツォーリが所蔵するルネサンス美術のコレクションを鑑賞した。コレクションは歴史的な時代を想起させる部屋に配置されていた。ガードナーはその時「もし自分がお金を相続することができたら、同じような家を建てて、人々が訪れて楽しむことができるようにしたい」と語っていた。1858年、彼女はニューヨークへ戻った。
帰国後まもなく、元同級生のジュリア・ガードナーからボストンに招待され、ジュリアの兄ジョン・ローウェル・"ジャック"・ガードナーに出会う。3歳年上の彼は、ジョン・L・ガードナーとキャサリン・E・ガードナー（ピーボディ）の息子で、ボストンで最も魅力的な独身男性の一人だった。1860年4月10日にグレース教会で結婚した二人は、イザベラの父親から譲り受けたボストンのビーコン通り152番地の家に住むことになった。二人はジャックの存命中はそこで過ごした。
ジャックとイザベラの間には、1863年6月18日に生まれた一人の息子がいたが、1865年3月15日に肺炎のため死亡した。その1年後、イザベラは流産し、もう子供を産むことはできないと告げられた。同じ頃、親友の義姉も亡くなりました。ガードナーは極度の鬱状態に陥り、社会から引きこもるようになった。1867年、医師の勧めもあり、ジャックとともにヨーロッパへ旅立つ。イザベラの病状は重く、担架で船に乗せなければならなかった。二人はほぼ1年間、スカンジナビアやロシアを訪れましたが、ほとんどの時間をパリで過ごした。この旅は、イザベラの健康に望ましい影響を与え、彼女の人生の転機となった。この旅で、イザベラは旅の記録をスクラップブックにまとめるという生涯の習慣を身につけることになる。帰国後、彼女はファッショナブルでハイカラな社交家としての名声を確立し始める。
1875年、ジャックの兄ジョセフ・P・ガードナーは、3人の幼い息子を残して亡くなった。ジャックとイザベラは、その息子たちを「養子」として迎え、育てた。オーガスタス・P・ガードナーは当時10歳であった。イザベラの伝記作家モリス・カーターは、「この子たちに対する義務において、彼女は忠実で良心的であった」と記している。

## 旅行・美術品蒐集

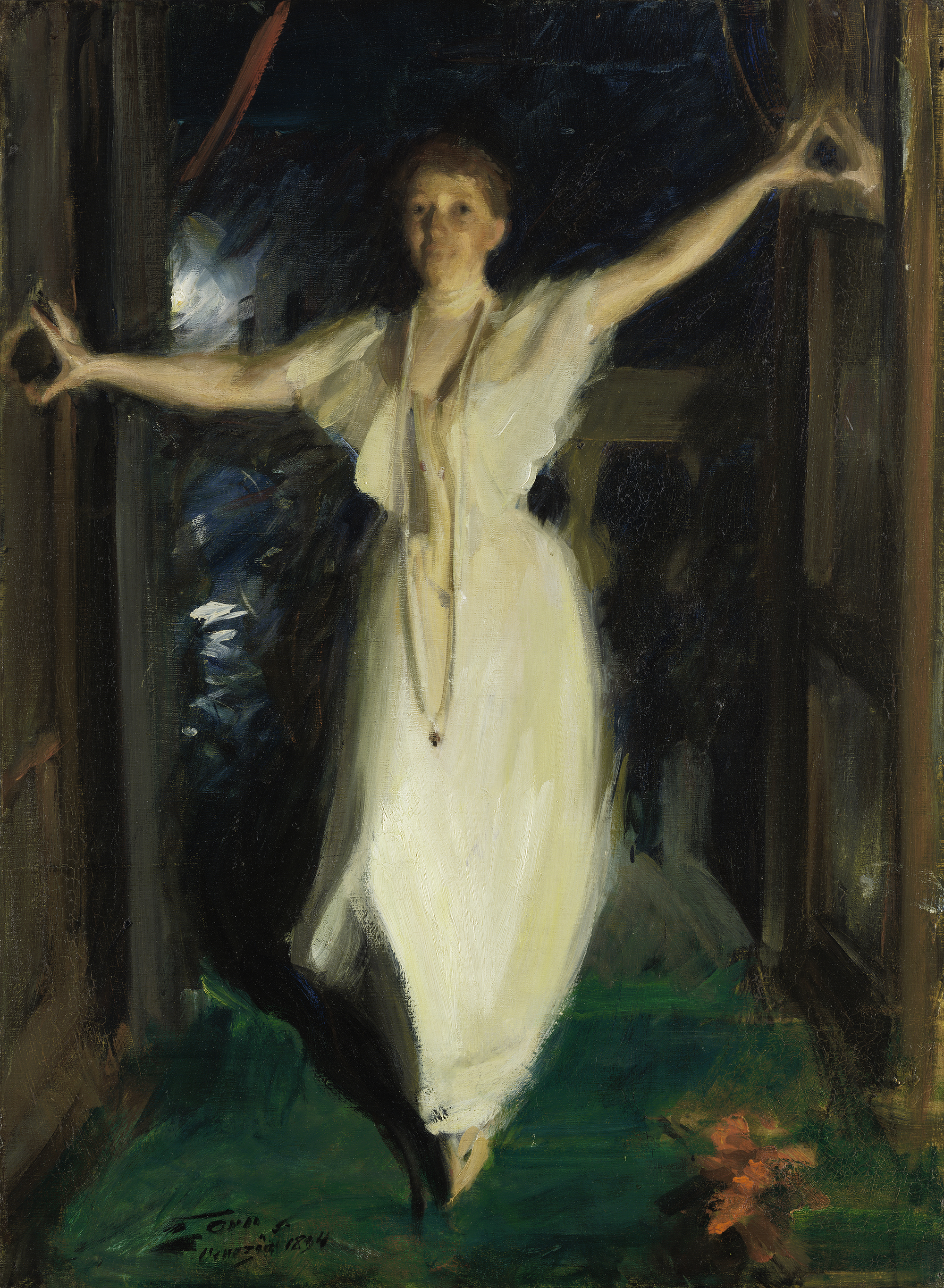
Isabella Stewart Gardner in Venice (1894), by Anders Zorn (Gardner Museum)

1874年、イザベラ＆ジャック・ガードナー夫妻は、中東、中央ヨーロッパ、パリを訪れた。1880年代後半から、彼らはアメリカ、ヨーロッパ、アジアを頻繁に旅行し、外国の文化を発見し、世界中の芸術の知識を広げた。ジャックとイザベラは、この数年間で十数回の海外旅行に出かけ、合計で10年間も国外に滞在することになった。
ガードナー家のコレクションの中で最も初期の作品は、特にヨーロッパへの旅行で蓄積されたものである。1891年、父親から175万ドルを相続した彼女は、ヨーロッパのファインアートに注目するようになった。1892年、パリのオークションハウスで購入したフェルメールの「合奏」（1664年頃）は、彼女が最初に手に入れた作品のひとつである。その他にも、エジプト、トルコ、極東など、海外からも収集した。1890年代後半から本格的な収集が始まり、絵画や彫刻を中心に、タペストリー、写真、銀、陶磁器、写本、そしてドアやステンドグラス、マントルピースなどの建築物など、世界的なコレクションを急速に築き上げた。
20世紀初頭、イザベラは友人でボストンの建築家エドモンド・マーチ・ウィールライトとともに、ハーバード・スクエアにあるフランドル様式の偽城「ランプーン・ビルディング」（通称「ランプーン城」）のために収集に出かけたことがある。イザベラは長年の収集活動により、この城に多くの美術品を寄贈した。このコレクションの価値は、ランプーンの秘密主義的な性格から、不確かなものである。
彼女のコレクションに含まれる70点近い美術品は、鑑定家バーナード・ベレンソン氏の協力を得て入手したものである。彼女が競い合ったコレクターの中には、ボストン美術館に多くの作品を提供したエドワード・ペリー・ウォーレンがいた。ガードナー・コレクションには、ボッティチェリの「聖母子と天使」、ティツィアーノの「エウロペの陵辱」、フラ・アンジェリコの「休息と聖母被昇天」、ディエゴ・ベラスケスの「スペイン王フェリペ4世」など、ヨーロッパで最も重要な芸術家の作品群が含まれている。彼女は自分で購入したものもあったが、女性が美術品収集に参加することが珍しかったため、ビジネスパートナーなど男性の同僚に購入を依頼することが多かった。
イザベラ・スチュワート・ガードナーのお気に入りの海外旅行先は、イタリアのヴェニスだった。ガードナー夫妻は、ヴェネチアのアメリカ人・イギリス人駐在員サークルの主要な芸術拠点であるパラッツォ・バルバロに定期的に滞在し、アマチュア芸術家で元ボストン人のラルフ・カーティスとヴェネチアの芸術の宝庫を訪れた。ガードナーはヴェネチアで美術品や骨董品を買い求め、オペラを鑑賞し、駐在の芸術家や作家と食事をした。

## 博物館の創立
1896年、イザベラとジャック・ガードナーは、ボストンのバックベイ、ビーコン・ストリートにある自宅を一度増築したものの、ボッティチェリ、フェルメール、レンブラントなど、増え続ける美術品のコレクションを収めるには十分でないことを認識していた。1898年にジャックが急逝した後、イザベラは二人の共通の夢であった美術館を建設することを実現した。ボストンの湿地帯フェンウェイに土地を購入し、建築家ウィラード・T・シアーズに依頼して、ルネサンス期のヴェネチアの宮殿を模した美術館を建設した。しかし、ガードナーは設計のあらゆる面に深く関わっており、シアーズは「自分はガードナーの設計を可能にする構造技術者に過ぎない」と言うほどだった。建物は、アメリカ初のガラス張りの中庭を囲むように建てられている。ガードナーは、2階と3階をギャラリーにするつもりで当初は1階と2階の片側に大きな音楽室があったが、ガードナーは後にこの音楽室を分割し、1階にジョン・シンガー・サージェントの大きな絵画「エル・ハレオ」、2階にタペストリーを展示するスペースを確保した。
建物の準備が整った後、ガードナーは1年かけて、自分の美学にしたがってコレクションを丁寧に設置した。さまざまな時代や文化から集められた折衷的なギャラリー・インスタレーション、絵画、彫刻、テキスタイル、家具が組み合わさって、豊かで複雑、そしてユニークな物語を生み出している。ティツィアーノの部屋では、ティツィアーノの傑作「エウロペの陵辱」（1561-1562）が、チャールズ・フレデリック・ワースがデザインしたイザベラ・スチュワート・ガードナーのガウンから切り取った淡いグリーンのシルクの上に吊るされている。コレクションには、同じような物語、親密な描写、発見が数多く存在する。
1903年1月1日、ボストン交響楽団のメンバーによる演奏とシャンパンやドーナツなどのメニューが用意されたグランドオープニングの祝賀会で、美術館は内輪でオープンした。その数ヵ月後には一般公開され、古代エジプトからマティスまで、さまざまな絵画、デッサン、家具などが展示された。
現在も、床から天井まで、さまざまなテキスタイル、家具、絵画が配置されている。

## 病気と死

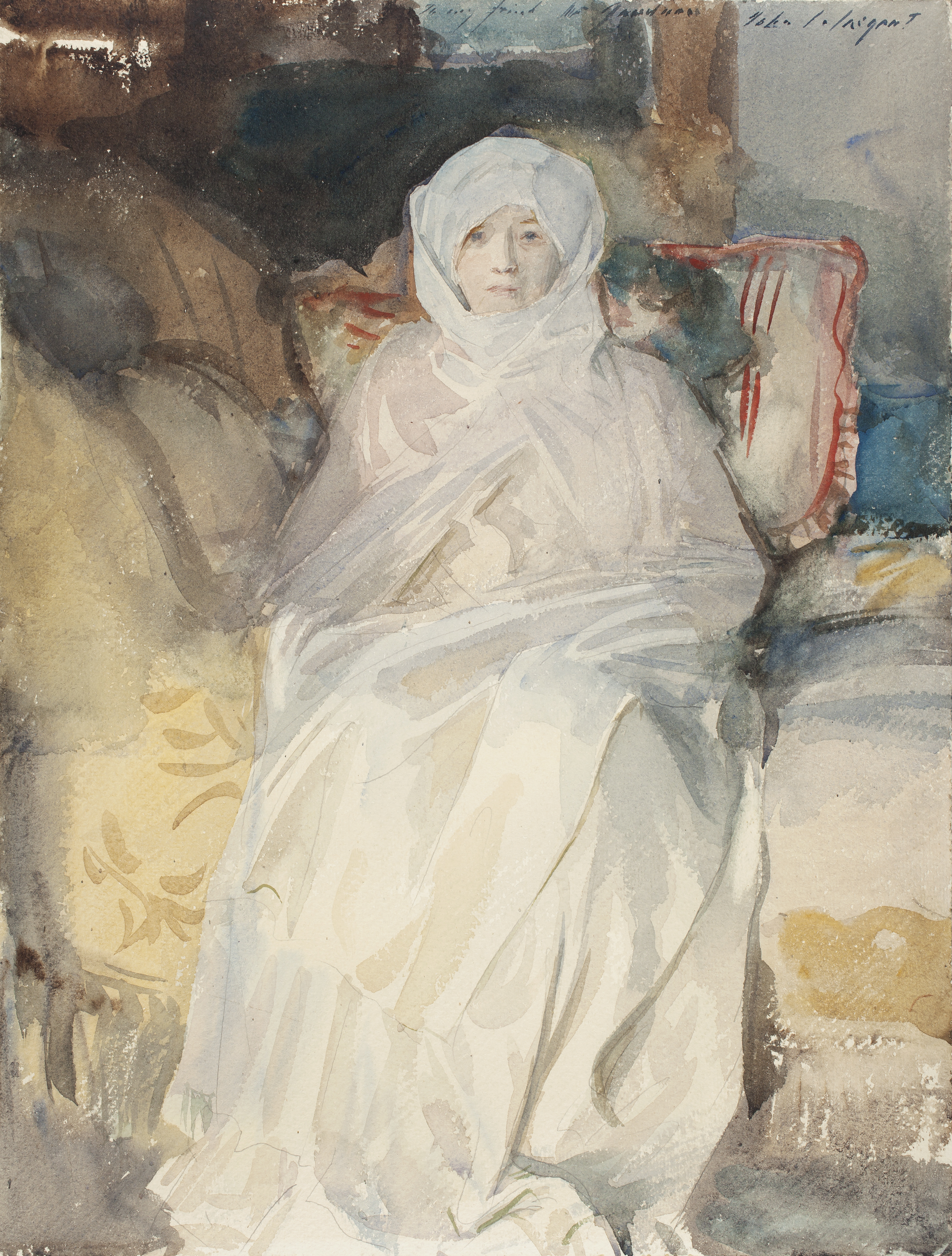
白衣のガードナー夫人（1922年）、サージェント作

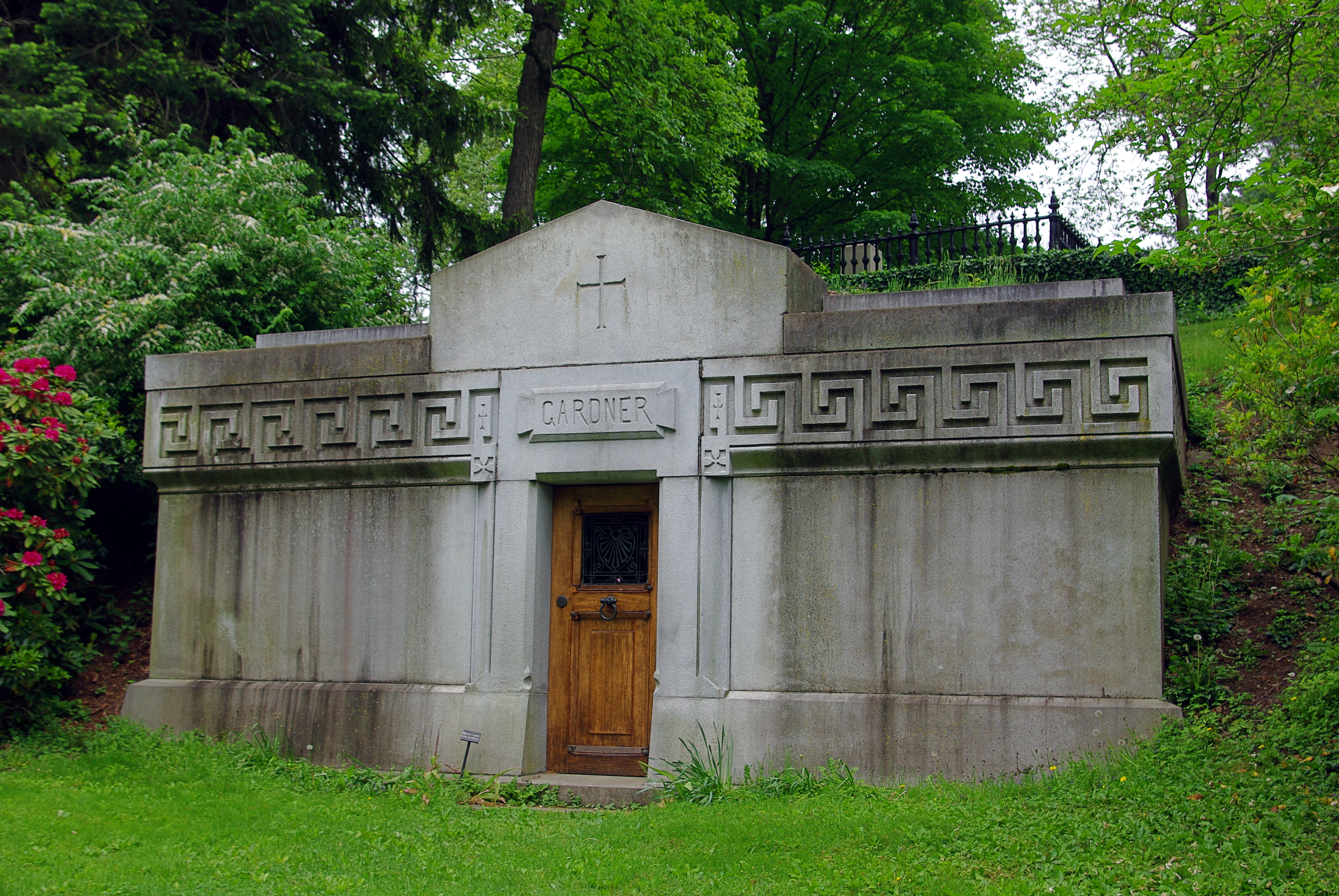
マウント・オーバーン墓地にあるガードナー家の墓

1919年、イザベラ・スチュワート・ガードナーは脳卒中の最初の発作を起こし、5年後の1924年7月17日、84歳で亡くなった。遺骸はウォータータウンとケンブリッジにあるマウント・オーバーン墓地のガードナー家の墓に埋葬され、棺は夫と息子の間に安置された。

## 死後
ガードナーの死後、4階は60年以上にわたって美術館のディレクターの住居として使用された。生前は、ガードナー自身が4階を住居として使っていた。アン・ホーリーが館長に就任した時、彼女はそこに住まないことにした。アンが館長に就任して半年後、美術館は強盗に襲われた。最近では、美術館のオフィスとして使用するために改装された。
彼女の遺言では、100万ドルの基金が設けられ、美術館を支援するための規定として、永久収蔵品に大きな変更を加えないことなどが示されました。また、彼女の博愛主義的な性格から、マサチューセッツ州児童虐待防止協会、障害児・奇形児産業学校、ボストン動物救済連盟、マサチューセッツ州動物虐待防止協会にも多額の遺贈を残している。敬虔な英国カトリック教徒であった彼女は、遺言により、カウリー神父たちが毎年、博物館の礼拝堂で彼女の冥福を祈る鎮魂ミサを行うことを希望した。この任務は、現在では毎年彼女の誕生日に行われ、聖ヨハネ修士会とアドベント教会の間で交互に行われている。
イザベラ・スチュワート・ガードナーは、多くの芸術家、作家、音楽家の親密な後援者であった。優れた旅行家であり、抜け目のない収集家でもあった彼女は、アメリカの社会的・文化的生活における主要人物であった。ボストンでは "バックベイの女王 "と呼ばれていた。彼女の旧宅（1904年に取り壊された）は、ボストン・ウィメンズ・ヘリテージ・トレイルの一角にある。

## 追加文献
- Shand-Tucci, Douglass. The Art of Scandal: The Life and Times of Isabella Stewart Gardner, Harper Collins, 1997
- Rosella Mamoli Zorzi (Fall 2010). “Private and Public Subjects in the Correspondence between Henry James and Isabella Stewart Gardner”. The Henry James Review (The Johns Hopkins University Press) 31 (3). OCLC 703526343 2020年5月9日閲覧。.